# 活恐龙

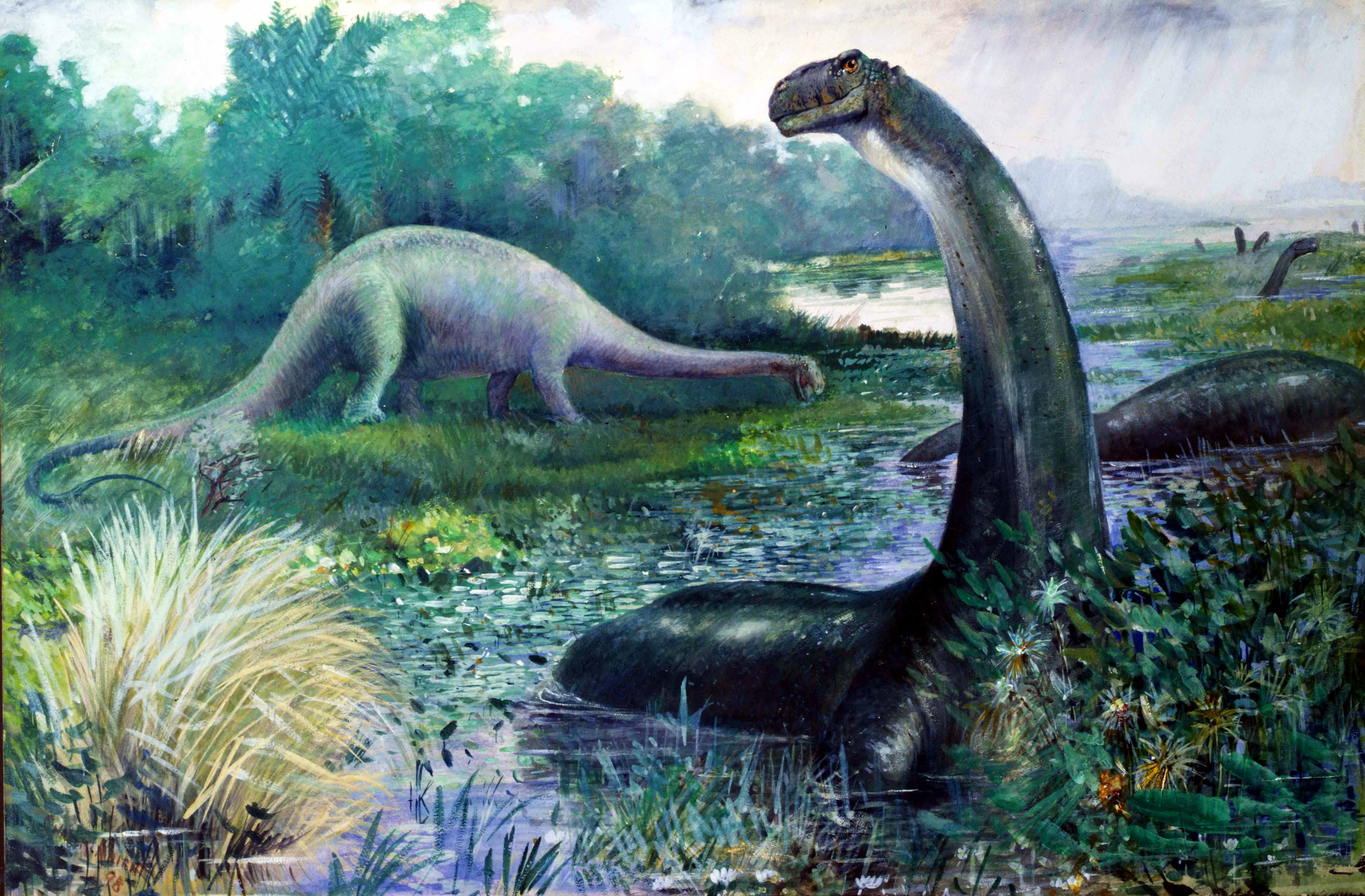
查尔斯·奈特1897年绘制的水栖雷龙复原图，尽管古生物学已证实蜥脚下目恐龙是水栖恐龙的理论已被证实错误，但神秘动物学中的活恐龙依然延续此形象。

活恐龙（英文：Living dinosaur）是指从白垩纪﹣古近纪灭绝事件幸存的恐龙与演化分支。该词汇在科学领域的生物学、古生物学及伪科学领域的神秘动物学有着不同的含义。在古生物学中，所有非鸟类的恐龙都已在大约6600万年前的白垩纪－第三纪灭绝事件中灭绝，但有零散未有共识的证据表明，一些恐龙也许幸存至古新世。在生物学中，活恐龙有时被用于形容鸟类，它们是恐龙唯一繁衍至今的分支。在神秘动物学中，活恐龙是指任何疑似恐龙的神秘生物（比如：魔克拉-姆边贝），有时一些大众文化中的“恐龙”（如：已灭绝的古代海洋爬行动物、似哺乳爬行动物）亦会被划分为活恐龙（比如在流行文化中以蛇颈龙形象呈现的尼斯湖水怪）。一些神秘动物学家相信，这些神秘生物是幸存至现代的恐龙。
若排除尚无共识的理论，科学界的共识是，所有的非鸟类的恐龙都已在白垩纪－第三纪灭绝事件中灭绝，K-T 界线以上地层没有任何化石证据表明仍有恐龙幸存。而在神秘动物学中，一些持怀疑态度的研究者认为活恐龙只是骗局与目击误判，一些阴谋论者则认为活恐龙的目击是由有神论者尤其是神创论支持者虚构的。

## 另请参见
- 鸟
- 活化石
- 鸟类的起源（英语：Origin of birds）
- 古新世恐龙（英语：Paleocene dinosaurs）